# Monocarpia kalimantanensis
Monocarpia kalimantanensis P.J.A.Kessler – gatunek rośliny z rodziny flaszowcowatych (Annonaceae Juss.). Występuje endemicznie na Borneo – zarówno po malezyjskiej i indonezyjskiej stronie, jak i w Brunei. 

## Morfologia
PokrójZimozielone drzewo dorastające do 35 m wysokości.
LiścieMają eliptyczny kształt. Są prawie skórzaste. Nasada liścia jest zaokrąglony. Blaszka liściowa jest o spiczastym wierzchołku.
KwiatySą pojedyncze lub zebrane po 2–3 w pęczki, rozwijają się w kątach pędów. Kwiaty mają po 3 owłosione owocolistki.
OwoceMieszki o cylindrycznym kształcie. Osiągają 8 cm długości i 5,5 cm szerokości. Mają zieloną barwę.

## Biologia i ekologia
Rośnie w wiecznie zielonych lasach, na terenach nizinnych.